# 虾夷蚶蜊
虾夷蚶蜊（学名：Glycymeris yessoensis），是魁蛤目蚶蜊科蚶蜊属的一种。主要分布于越南、韩国、中国大陆，常栖息在黄海（水深58米）、潮下带。